# 雲井駅 (京畿道)
雲井駅（ウンジョンえき）は、大韓民国京畿道坡州市野塘洞にある韓国鉄道公社（KORAIL）の駅である。
乗り入れている路線は、線路名称上は京義線であるが、当駅には広域電鉄の京義・中央線電車のみが停車する。駅番号はK329。

## 駅構造
島式ホーム2面4線を有する地上駅で、橋上駅舎を持つ。
出入口は1番（駅西側）と2番（駅東側）の2ヶ所ある。

### のりば
| 1・2 | ●京義・中央線 | 一山・デジタルメディアシティ・ソウル・龍山・龍門方面 |
| 3・4 | ●京義・中央線 | 金村・文山方面                                       |

## 利用状況
近年の一日平均利用人員推移は下記のとおり。なお、2009年は開業日の7月1日から12月31日までの184日間の平均である。
| 路線          | 路線     | 2009年 | 2010年 | 2011年 | 2012年 | 2013年 | 2014年 | 2015年 | 2016年 | 2017年 | 2018年 | 出典  |
| ------------- | -------- | ------ | ------ | ------ | ------ | ------ | ------ | ------ | ------ | ------ | ------ | ----- |
| ●京義・中央線 | 乗車人員 | 1,203  | 1,858  | 2,323  | 2,703  | 3,601  | 4,274  | 5,290  | 4,889  | 5,118  | 5,591  | [ 1 ] |
| ●京義・中央線 | 降車人員 | 1,164  | 1,791  | 2,242  | 2,601  | 3,335  | 3,948  | 4,869  | 4,477  | 4,711  | 5,226  | [ 1 ] |
| ●京義・中央線 | 乗降人員 | 2,367  | 3,649  | 4,565  | 5,304  | 6,936  | 8,222  | 10,159 | 9,366  | 9,829  | 10,817 | [ 1 ] |
| 路線          | 路線     | 2019年 | 出典   |        |        |        |        |        |        |        |        |       |
| ●京義・中央線 | 乗車人員 | 6,158  | [ 1 ]  |        |        |        |        |        |        |        |        |       |
| ●京義・中央線 | 降車人員 | 5,773  | [ 1 ]  |        |        |        |        |        |        |        |        |       |
| ●京義・中央線 | 乗降人員 | 11,931 | [ 1 ]  |        |        |        |        |        |        |        |        |       |

## 駅周辺
詳細は「雲井新都市」を参照
- ユビパーク
- 韓国土地住宅公社交河新都市事業本部
- 雲井湖公園
- 芝山初等学校
- 瓦洞初等学校
- ハンガラム中学校
- ハンガラム初等学校

### バス路線
| 都市型バス | 3番・52番・80番・7500番(周末)                   |
| マウルバス | 077番・080番・082番・084番・087番・088番・089番 |

## 歴史
- 1956年5月11日 - 無配置簡易駅として開業。
- 1960年12月11日 - 運転簡易駅に昇格。
- 1973年1月1日 - 無配置簡易駅に降格。
- 1988年1月1日 - 貨物取り扱い中止。
- 2009年3月1日 - 臨時駅舎竣工、新駅舎着工。
- 2009年3月10日 - 旧駅舎撤去。
- 2009年7月1日 - 京義電鉄線が開業。
- 2011年9月8日 - 臨時駅舎を閉鎖、新駅舎に移転。
- 2012年5月1日 - B急行が停車。[2]

## 隣の駅
韓国鉄道公社
●京義・中央線 
A急行
通過
B急行
一山駅 (K326) - 雲井駅 (K329) - 金村駅 (K331)
緩行
炭峴駅 (K327) - 雲井駅 (K329) - 金陵駅 (K330)